# Ralph Alpher
Ralph Asher Alpher (Washington D.C., 3 februari 1921 – Austin (Texas), 12 augustus 2007) was een Amerikaans natuurkundige en kosmoloog, die bekend is voor zijn onderzoek naar het ontstaan van de elementen bij de oerknal en zijn voorspelling van de kosmische achtergrondstraling. Beide wetenschappelijke doorbraken ondersteunen de oerknal-hypothese met betrekking tot het ontstaan van het heelal.

## Levensloop
Alpher is de zoon van Russisch-joodse emigranten. Hij kreeg in 1937 als zestienjarige een studiebeurs aangeboden voor het Massachusetts Institute of Technology, maar die werd hem uiteindelijk geweigerd nadat bekend werd dat hij van joodse afkomst was. Alpher wilde toch zijn academische titel behalen en ging daarom ’s avonds de colleges volgen op de George Washington-universiteit, terwijl hij overdag werkte. Alpher werkte sinds 1942 voor de Navy en tot 1955 aan het Laboratorium voor toegepaste fysica van de Johns Hopkins-universiteit, aanvankelijk opgericht voor defensiedoeleinden. 
In 1945 nam George Gamow hem aan als doctoraalstudent, vooral om zijn hypothese te onderzoeken of de elementen konden zijn ontstaan tijdens de oerknal. In 1948 doctoreerde Alpher aan de George Washington universiteit met zijn thesis over het ontstaan van de chemische elementen vlak na de oerknal. Nadat zijn onderzoek m.b.t. de oerknalhypothese in zekere zin op een dood spoor was gekomen, werkte hij van 1955 tot 1986 voor de afdeling Research and Development bij General Electric. In 1986 keerde hij terug naar de universiteit als onderzoeker aan het Union College en als directeur van het Dudley Observatorium, beide in Schenectady in New York. Daar werkte hij tot aan zijn pensionering in 2004.
Ralph Alpher overleed medio 2007 op 86-jarige leeftijd in Austin, waar hij de laatste jaren van zijn leven verbleef.

## Oerknal nucleosynthese
In 1948 publiceerden Alpher en Gamow hun theorie over de oerknal-nucleosynthese, getiteld De oorsprong van de scheikundige elementen. Gamow voegde ook Hans Bethe toe aan de lijst van de auteurs om een groter effect te bereiken: het artikel staat dankzij die woordspeling op de eerste letters van het Griekse alfabet, sindsdien bekend als de alfa-bèta-gamma-paper. Een van de neveneffecten van deze stunt was wel dat de bijdrage van de jonge Alpher in de vergetelheid kwam, terwijl de bekende Bethe geassocieerd werd met een onderzoek waaraan hij geen bijdrage had geleverd.
Alpher werkte dit onderzoek naar de oer-nucleosynthese verder uit en zou eveneens in 1948 onder grote publieke belangstelling op dit onderzoek promoveren, waardoor hij de graad van doctor verkreeg. De verdediging van zijn thesis kreeg destijds grote aandacht in de pers en de publieke impact ervan blijkt uit de kop in The Washington Post van 14 april 1948: Wereld ontstaan in vijf minuten. Het onderzoek van Alpher en het alfa-bèta-gamma-artikel betekenden een grote steun voor de oerknal-hypothese, omdat ze een wetenschappelijke methode aanreikten om aan te tonen dat het voorkomen van waterstof en helium in het heelal, consistent waren met het oerknalmodel. 
In hun aanvankelijk artikel hadden Alpher en Gamow niet te lang stilgestaan bij het uitwerken van de vorming van de zwaardere atoomkernen. Dit was voor de tegenstanders van de oerknal-hypothese een belangrijk punt van kritiek op de studie. Beide auteurs zouden daarna al snel vaststellen dat ze in de hitte van de oerknal geen verklaring konden vinden voor het ontstaan van elementen met een atoomkern zwaarder dan vier nucleonen. Ondanks het gebruik van steeds recentere gegevens en meer gesofisticeerde rekenmachines en computers, bleef dit probleem bestaan. Het probleem werd uiteindelijk vooral opgelost door Fred Hoyle vanaf zijn hypothese in 1953 tot zijn artikel Synthesis of the Elements in Stars in 1957 dat hij afwerkte en publiceerde samen met Margaret en Geoffrey Burbidge en William Fowler (ook wel bekend als het B2FH artikel, gebaseerd op hun initialen).

## Kosmische achtergrondstraling
Samen met zijn collega Robert Herman spitste Alpher zijn onderzoek nu toe op de verdere afkoeling van het vroege heelal na de oerknal, de periode waarin het te koud was voor kernfusie (hoewel nog steeds minstens 1 miljoen graden). In deze periode gedraagt materie zich als een plasma, een mengsel van losse kernen en elektronen. Ook bevat dit heelal een grote hoeveelheid licht, wat in het plasma door zijn reacties met de elektronen veelvuldig verstrooid werd. Na ongeveer 300.000 jaar koelt het heelal voldoende af tot 3000 K, waarna de elektronen zich kunnen gaan hechten aan de kernen en zo de waterstof- en heliumatomen kunnen vormen. De fotonen kunnen zich nu na deze zogenaamde recombinatie ongehinderd door de ruimte bewegen. Alpher en Herman voorspelden dat het licht dat aan het einde van deze plasmatoestand werd uitgezonden, nu detecteerbaar zou zijn op een microgolflengte van een millimeter.
Met hun mentor Gamow trachtten ze de volgende jaren tevergeefs andere onderzoekers warm te maken om op zoek te gaan naar deze zogeheten kosmische achtergrondstraling. De oerknaltheorie was echter nog lang niet algemeen aanvaard. Bovendien waren weinig wetenschappers voldoende toegerust om een rol te spelen op het terrein van de kosmologie en de theoretische kernfysica tegelijkertijd. In 1953 sloten ze dan ook hun onderzoek af en publiceerden nog een samenvattend artikel met hun laatste berekeningen. Gamow legde zich verder toe op andere onderzoeksterreinen en Alpher en Herman verlieten de universiteit om te gaan werken respectievelijk bij General Electric en General Motors.

## Onderscheidingen
Voor zijn bijdragen aan de bigbangtheorie ontving Alpher volgende onderscheidingen:
- 1975: de Magellanic Premium van de American Philosophical Society
- 1993: de Draper Medal van de National Academy of Sciences

## Werken
- Ralph A. Alpher en Robert C. Herman (1950). Theory of the Origin and Relative Abundance Distribution of the Elements. Rev. Mod. Phys. 22 (2): 153–212 (American Physical Society). DOI: 10.1103/RevModPhys.22.153.
- Genesis of the Big Bang, met Robert Herman, Oxford University Press, USA (2001)

- Bibliothèque nationale de France: cb144206056 (data)
- Gemeinsame Normdatei: 1209910187
- International Standard Name Identifier: 0000 0004 0811 2795
- Library of Congress Control Number: n97065688
- Nationale Bibliotheek van Israël: 987007426957705171
- Nederlandse Thesaurus van Auteursnamen: 227227999
- SNAC: w69s1sbx
- Virtual International Authority File: 74068181
- WorldCat: E39PBJdx6P3fbD9YQdHJtFRVG3